# Місато (Кумамото)

32°38′23″ пн. ш. 130°47′20″ сх. д. / 32.63972° пн. ш. 130.78889° сх. д.
Місато (яп. 美里町) — містечко в Японії, в повіті Сімомасікі префектури Кумамото.